# Yolanda de Borgoña
Yolanda de Borgoña (?, diciembre de 1247-2 de junio de 1280), fue una noble francesa, condesa de Nevers, de 1262 hasta su muerte, hija de Odón de Borgoña y de Matilde de Dampierre. Por matrimonio fue condesa de Valois con el príncipe Juan-Tristán de Francia, y luego condesa de Flandes junto a Roberto de Béthune.

## Biografía
Era hija de Odón de Borgoña y Matilde II de Dampierre, condesa de Nevers, de Tonnerre y de Auxerre. A la muerte de su madre en 1262, Yolanda, se convirtió en la condesa titular de Nevers, que incluía los condados de Tonnerre y Auxerre. Sin embargo, en 1273 los árbitros del Parlamento de París decidieron que la herencia sería divida entre las hermanas: Yolanda se quedó con Nevers, Margarita heredó Tonnerre y Adelaida, Auxerre.
Su tía Inés recibió los feudos de Borbón. A la muerte de su abuelo paterno, Hugo IV de Borgoña, en 1272, Yolanda y su influyente marido, Roberto III de Flandes, reclamaron el ducado de Borgoña sobre la base de la primogenitura, siendo ella la primera hija del hijo mayor del difunto Hugo. Sin embargo, Hugo en su testamento nombró a su tercer hijo varón, Roberto, como heredero del Ducado, mientras les daban los otros feudos a sus nietas.
El rey Felipe III de Francia, uno de los árbitros, decidió a favor de su tío, que de este modo se convirtió en Roberto II, duque de Borgoña, sobre la base de la relación de consanguinidad existente.

## Descendencia
Se casó por primera vez en junio de 1265 con Juan-Tristán de Francia, conde de Valois, hijo de Luis IX y de Margarita de Provenza.  El príncipe partió en 1270 con la Octava Cruzada a Túnez y murió de disentería. No hubo sucesión de este matrimonio.
Después, se volvió a casar en marzo de 1272 con Roberto de Dampierre, señor de Béthune, hijo de Guido, conde de Flandes y nieto de Margarita de Constantinopla.
De esta unión nacieron cinco hijos:
- Luis de Dampierre (1272-1322), conde de Nevers, casado en 1290 con Juana de Rethel, hija de Hugo IV, conde de Rethel. Sus hijos fueron Juana y Luis de Flandes.
- Roberto de Dampierre (1278-1331), señor de Cassel, casado en 1323 Juana de Bretaña, hija de Arturo II, duque de Bretaña y Yolanda de Dreux, condesa de Montfort. Sus hijos fueron Juan y Yolanda de Cassel.
- Juana de Dampierre (m. 1333), casada en 1288 con Enguerrand IV, vizconde de Meaux, señor de Coucy y Montmirail.
- Yolanda de Dampierre (m. 1313), casada en 1287 con Walter II de Enghien, hijo de Walter I, señor de Enghien y Sotteghen.
- Matilde de Dampierre (m. 1330), casada en 1313 con Mateo de Lorena, señor de Varsberg, hijo de Teoblado II, duque de Lorena.

## Muerte
Murió el 2 de junio de 1280.
| Predecesor: Matilde de Dampierre | Condesa de Nevers 1262 - 1280 | Sucesor: Luis de Dampierre |